# Mickaël Cosson
Pour les articles homonymes, voir Cosson.
 (juin 2022).
Si vous disposez d'ouvrages ou d'articles de référence ou si vous connaissez des sites web de qualité traitant du thème abordé ici, merci de compléter l'article en donnant les références utiles à sa vérifiabilité et en les liant à la section « Notes et références ».
Mickaël Cosson, né le 29 novembre 1975 à Saint-Brieuc, est un homme politique français. Maire d'Hillion de 2014 à 2022, il est élu député dans la première circonscription des Côtes-d'Armor lors des élections législatives de 2022.

## Biographie
Fonctionnaire à la Direction départementale des territoires et de la mer (DDTM), sa carrière politique débute à Hillion en 2014, année où il est élu maire de la commune : il bat alors la liste conduite par la maire sortante divers gauche Yvette Doré,. Il devient par ailleurs vice-président de Saint-Brieuc Agglomération puis de Saint-Brieuc Armor Agglomération.
Largement réélu premier édile en 2020, il est candidat aux élections départementales de 2021 dans le canton de Trégueux. En binôme avec la conseillère départementale sortante Sylvie Guignard, il est cependant battu au second tour par les candidats d'union de la gauche, Denis Hamayon et Christine Métois-Le Bras.
En 2022, le député sortant de la première circonscription, Bruno Joncour, n'est pas candidat à un second mandat et Mickaël Cosson est investi par la coalition « Ensemble », qui réunit les mouvements politiques de la majorité présidentielle. Au premier tour, il arrive en deuxième position, derrière la candidate désignée par la NUPES et au second, il vire en tête en battant l'insoumise Marion Gorgiard.
Touché par le cumul des mandats et afin de se conformer à la loi, il cède mi-septembre son siège de maire à Annie Guennou, son ancienne première adjointe, qui assurait l'intérim depuis l'été.

## Détail des fonctions et des mandats
Mandat parlementaire
- Depuis le 22 juin 2022 : député de la première circonscription des Côtes-d'Armor

Mandats locaux
- 28 mars 2014 - 16 septembre 2022 : maire d'Hillion
- Vice-président de Saint-Brieuc Armor Agglomération